# Sergei Olegowitsch Malow

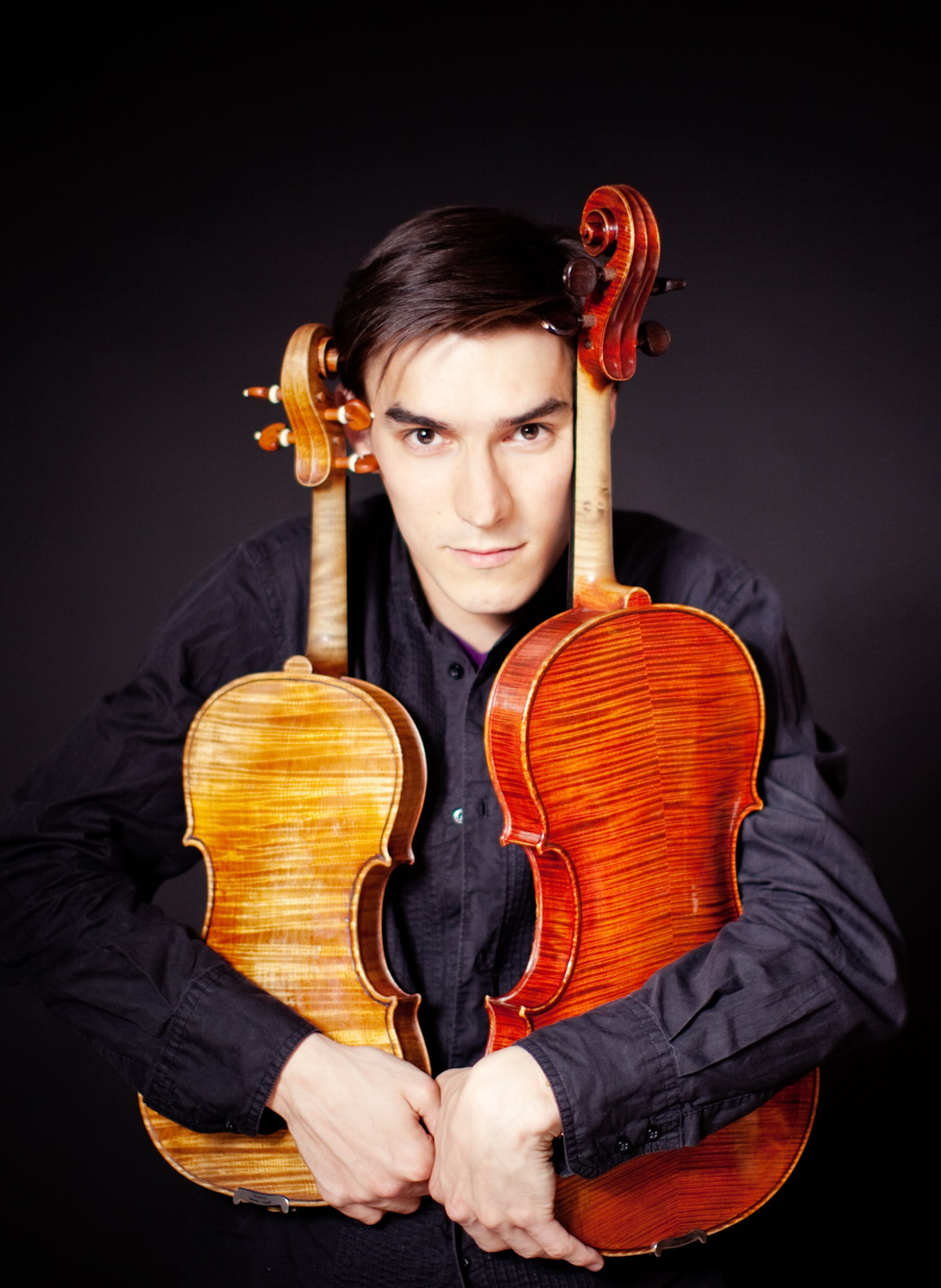
Sergei Malow (2011)

Sergei Olegowitsch Malow (russisch Сергей Олегович Малов; * 18. Juni 1983 in Leningrad) ist ein russischer Geiger und Bratschist, der auch das Spiel auf einem Violoncello da spalla beherrscht.

## Leben
Malow wurde in einer Musikerfamilie geboren. Im Alter von sechs Jahren erhielt er seinen ersten Violinunterricht bei Tatjana Liberowa. Sein erster bedeutender Auftritt fand in der St. Petersburger Philharmonie statt. Er begann 2001 ein Studium am Mozarteum Salzburg bei Helmut Zehetmair und Igor Ozim (Violine) und wechselte dann zu Thomas Riebl (Violine und Bratsche). Im Jahr 2004 absolvierte Malow einen Meisterkurs bei Joseph Silberstein, Walter Levin und Rainer Schmidt an der Königlichen Musikhochschule in Madrid. 2009 studierte er auch an der Hochschule für Musik Hanns Eisler in Berlin.
Sergei Malow ist in der St. Petersburger Philharmonie, der Bayerischen Kammerphilharmonie, der Enescu Philharmonie in Bukarest, dem Moskauer Konservatorium, dem Auditorio Nacional in Madrid, dem Mozart-Saal in Saragossa, dem Expo-Saal in Hannover, dem Mozarteum in Salzburg, dem Wiener Musikverein, dem Théâtre des Champs-Élysées aufgetreten. Zu seinem Repertoire gehören Werke von Bartók, Beethoven, Brahms, Britten, Dvořák, Hartmann, Kabalewski, Chatschaturjan, Lalo, Mendelssohn, Mozart, Paganini, Prokofjew, Schostakowitsch, Schumann, Szymanowski, Sibelius und Strawinski.
Für das Projekt All of Bach der Nederlandse Bachvereniging spielte Malow im November 2016 die sechste Cellosuite von Bach mit seinem Violoncello da spalla auf Video ein.
Seit September 2017 unterrichtet Malow Violine an der Musikabteilung der Zürcher Hochschule der Künste.

## Auszeichnungen
- 1996 Erster Preis in St. Petersburg
- 1998 Zweiter Preis in Weimar
- 2001 Erster Preis in Gorizia in Italien
- 2006 Mozart-Preis für Violine am Mozarteum Salzburg
- 2006 Finalist und Sonderpreisträger beim Paganini-Wettbewerb in Genua
- 2006 Erster Preis für Violine beim Gradus-ad-Parnassum-Wettbewerb in Wien
- 2008 Zwei Sonderpreise beim Internationalen Musikwettbewerb der ARD
- 2008 Dritter Preis Vibrate in Paris
- 2009 Erster Preis und Publikumspreis beim Jascha Heifetz Violinwettbewerb in Vilnius
- 2009 Erster Preis bei Tokyo International Viola Competition
- 2009 Brüder-Busch-Preis in Berlin
- 2011 Erster Preis beim Internationalen Mozartwettbewerb in Salzburg
- 2021 Opus Klassik, Kategorie „Solistische Einspielung Instrument“, für die Einspielung der 6 Bach-Suiten auf dem Violoncello da spalla